# دنیاگیری کووید-۱۹ در اسپانیا
دنیاگیری کروناویروس در اسپانیا (انگلیسی: 2020 coronavirus pandemic in Spain) در ۳۱ ژانویه سال ۲۰۲۰ تأیید شد، هنگامی که نتیجه آزمایش یک جهانگرد آلمانی برای سارس-کوو-۲ در لا گومرا مثبت اعلام شد.
در ۲۴ فوریه، به دنبال شیوع کروناویروس در ایتالیا، اسپانیا چندین مورد مربوط به خوشه‌های ایتالیایی را تأیید کرد که نخستین مورد، پزشکی بوده که از لمباردی برای تعطیلات به تنریف آمده بود. پس از آن، موارد متعدد COVID-19 در افرادی که با پزشک در تماس بوده‌اند، در تنریف مشاهده شد. موارد دیگری مربوط به افرادی که از ایتالیا دیدن کرده‌اند نیز در اسپانیا شناسایی شد.

## آمار
| جوامع          | موارد فعال | مرگ | بهبودی | کل   | منابع                |
| -------------- | ---------- | --- | ------ | ---- | -------------------- |
| اندلس          | ۵۴         | ۰   | ۰      | ۵۴   | [ ۱۱ ]               |
| آراگون         | ۲۹         | ۳   | ۰      | ۳۲   | [ ۱۲ ]               |
| آستوریاس       | ۱۷         | ۰   | ۰      | ۱۷   | [ ۱۳ ]               |
| جزایر بالئاری  | ۱۲         | ۰   | ۱      | ۱۳   | [ ۱۴ ]               |
| باسک           | ۱۴۲        | ۶   | ۰      | ۱۴۸  | [ ۱۵ ] [ ۱۶ ]        |
| جزایر قناری    | ۱۹         | ۰   | ۵      | ۲۴   | [ ۱۵ ] [ ۱۷ ]        |
| کانتابریا      | ۱۲         | ۰   | ۰      | ۱۲   | [ ۱۵ ] [ ۱۸ ]        |
| کاستیا-لامانچا | ۲۶         | ۰   | ۰      | ۲۶   | [ ۱۹ ]               |
| کاستیا و لئون  | ۴۰         | ۰   | ۰      | ۴۰   | [ ۱۵ ] [ ۲۰ ]        |
| کاتالونیا      | ۹۸         | ۳   | ۰      | ۱۰۱  | [ ۱۵ ]               |
| اکسترمادورا    | ۷          | ۰   | ۰      | ۷    |                      |
| گالیسیا        | ۱۸         | ۰   | ۰      | ۱۸   | [ ۲۱ ] [ ۱۵ ]        |
| مادرید         | ۵۶۱        | ۱۷  | ۰      | ۵۷۸  | [ ۱۵ ] [ ۲۲ ]        |
| مورسیا         | ۹          | ۰   | ۰      | ۹    | [ ۱۵ ]               |
| نابارا         | ۱۳         | ۰   | ۰      | ۱۳   | [ ۲۳ ]               |
| لاریوخا        | ۱۰۱        | ۱   | ۰      | ۱۰۲  | [ ۲۱ ] [ ۱۵ ] [ ۲۴ ] |
| والنسیا        | ۴۸         | ۱   | ۱      | ۵۰   | [ ۲۵ ]               |
| مجموع          | ۱۲۰۶       | ۳۱  | ۷      | ۱۲۴۴ | [ ۲۶ ]               |

## گسترش به کشورهای دیگر و سرزمینها
از ۲ مارس ۲۰۲۰، تنها یک کشور پرونده ای را تأیید کرده‌است که به نظر می‌رسد منشأ آن از اسپانیا است.